# Xã Cromwell, Quận Burleigh, Bắc Dakota
Xã Cromwell (tiếng Anh: Cromwell Township) là một xã thuộc quận Burleigh, tiểu bang Bắc Dakota, Hoa Kỳ. Năm 2010, dân số của xã này là 35 người.